# Denis Coolwijk
Den(n)is Herbert Coolwijk [ˈkoːl.ʋɛi̯ɡ] (* 14. Juli 1912 in ’s-Gravenhage; † unbekannt) war ein niederländischer Pianist und Komponist.

## Biografie
Coolwijk wurde 1912 als Sohn von Herrebertus Theodorus Coolwijk und Elsie Marie Cownie in 's-Gravenhage geboren. Er begann seine musikalische Ausbildung bei Willem Petri in Utrecht. Anschließend studierte er bei Hugo Godron und Georges Enderlé. 1931 heiratete Coolwijk Nini Oldenboom. In dieser Zeit widmet sich der Musiker bereits dem Komponieren von Klavierstücken. Des Weiteren verfasste Coolwijk Artikel über neue Musikstücke in der Grammophoon revue. Nachdem 1932 die gemeinsame Tochter Else geboren wurde, ließen sich die beiden Eltern ein Jahr später scheiden.
Anschließend übersiedelte Coolwijk in die niederländische Kolonie Indonesien. Dort heiratete er 1937 seine alte Jugendfreundin Elisabeth „Bep“ Rietveld, Tochter des bekannten niederländischen Architekten Gerrit Rietveld. Kurz darauf kamen die zwei Kinder Vrouwke (1939) und Elsie (1941) zur Welt. Im Zweiten Weltkrieg wurden er und seine Familie in einem japanischen Internierungslager festgesetzt. Nach dem Krieg trennte sich Elisabeth Rietveld von Coolwijk und ging zusammen mit den Kindern zurück in die Niederlande. Coolwijk verließ die Kolonie ebenfalls und kehrte zurück nach Utrecht. Dort arbeitete er anschließend als Klavierlehrer und Klavierstimmer.

## Werke
- Het Boek van Peter - 12 eenvoudige Piano-Stukjes; G. Alsbach & Co., Amsterdam, 1931.
- Sproke-Sprenkels (1935)
- Drie Voordrachtstudies (1942)
- Puck (1945)